# 윤이지
윤이지(본명: 윤주형, 1975년 3월 10일~)는 채소연과 함께 《BB》라는 음악 그룹에서 활동한 가수이자 작사가였던 현재의 기업인이다.

## 생애
1995년 《이경섭 1집》에 작사가로 참여하여 작사가로 첫 데뷔하였고 이듬해 1996년 댄스 팝 음악 그룹 《BB》를 결성하여 가수로 데뷔하였는데 과거 잼 1집 최종 멤버였으나 녹음까지 한 뒤 빠졌으며 이로 인해  잼 1집의 여자 파트는 막판에 합류한 윤현숙과 본인(윤이지) 두 명의 목소리이기도 했고 잼  1집 녹음까지 한 후 하차한 뒤 KBS 2TV 《한바탕 웃음으로》MC를 맡기도(당시에는 본명인 윤주형으로 활동) 했다.
1996년 1집에서 비련이 대중들에게 큰 인기를 얻었고 그다음해 2집에서 하늘땅 별땅은 국민송이 되었을 정도로 상당한 인기를 얻는 여성 듀오 BB라는 존재감을 과시하며 대한민국 군통령이 되었다.

## 학력
- 서울돈암초등학교 (졸업)
- 고려중학교 (졸업)
- 혜성여자고등학교 (졸업)
- 서일대학교 연극영화학과 (졸업)

## 대표작

### 음반
- BB 1집 《BB's Come》 (1996년)
  - 비련 타이틀 곡
  - 너에게 배운 세상
  - 아뉴스 데이
  - 최후의 선택
  - 겨울 속에서
  - 왕자병
  - 다시 사랑 해야 한다면

- BB 2집 《하늘 땅 별 땅》 (1997년)
  - 하늘땅 별땅
  - 금지된 장난
  - 그날 이후에
  - 사랑 연습
  - 해후
  - The First
  - 예전처럼
  - 앞모습이 더 예뻐
  - 너를 택한 이유

## 같이 보기
- 김준희

1. ↑  이은정 (2015년 2월 6일). “<90년대 ★> ① 잼 황현민 "멤버들 비로소 화해…다섯이 한무대 섰으면"”. 연합뉴스. 2024년 7월 1일에 확인함.
2. ↑  이은정 (2015년 2월 6일). “<90년대 ★> ① 잼 황현민 "멤버들 비로소 화해…다섯이 한무대 섰으면"”. 연합뉴스. 2024년 7월 1일에 확인함.
3. ↑  남재일 (1993년 7월 2일). “코미디에 「미녀스타」 밀물”. 중앙일보. 2024년 7월 1일에 확인함.